# 8800 Brophy
A 8800 Brophy (ideiglenes jelöléssel (8800) 1981 EB26) a Naprendszer kisbolygóövében található aszteroida. Schelte J. Bus fedezte fel 1981. március 2-án.